# Hamel Military Cemetery
Hamel Military Cemetery  is een Britse militaire begraafplaats met gesneuvelden uit de Eerste Wereldoorlog, gelegen in de Franse gemeente Beaumont-Hamel in het departement Somme. De begraafplaats ligt ten zuiden van het gehucht Hamel, in het zuiden van de gemeente. Ze werd ontworpen door Edwin Lutyens en heeft een nagenoeg rechthoekig grondplan met een oppervlakte van 2.235 m², het pad van 25 m naar de toegang niet meegerekend. De begraafplaats is begrensd door een natuurstenen muur en wordt onderhouden door de Commonwealth War Graves Commission. Het Cross of Sacrifice staat in de zuidwestelijke hoek.
Er worden 488 doden herdacht waaronder 82 niet geïdentificeerde.

## Geschiedenis
Het dorp Beaumont dat iets noordelijker ligt, werd in november 1916 door de Britten veroverd, maar het gehucht Hamel was al in Britse handen vanaf de zomer van 1915. In augustus 1915 werd de begraafplaats gestart door gevechtstroepen en medische eenheden en bleef tot juni 1917 in gebruik. Tijdens het Duitse lenteoffensief eind maart 1918 viel Hamel nog even in Duitse handen. Na de herovering door de Commonwealth troepen werden nog enkele graven bijgezet. Na de wapenstilstand werd de begraafplaats nog uitgebreid door concentratie van 48 graven uit de onmiddellijke omgeving. De begraafplaats was ook gekend onder de namen Brook Street Trench en White City.
Nu liggen er 487 Britten en 1 Duitser begraven. Voor 4 Britten werden Special Memorials opgericht omdat hun graven niet meer gelokaliseerd konden worden en men aanneemt dat ze onder de naamloze grafzerken liggen.

## Graven

### Onderscheiden militairen
- de luitenant-kolonels Frederick John Saunders van de Royal Marine Light Infantry en Ernest Charles Patrick Boyle van de Honourable Artillery Company werden onderscheiden met de Distinguished Service Order (DSO).
- William Stewart Robertson, luitenant bij de Black Watch (Royal Highlanders) werd onderscheiden met het Military Cross (MC).
- James Hamilton Murray, sergeant bij de Royal Marines werd onderscheiden met de Distinguished Service Medal (DSM).
- W.H. Ginn, sergeant bij de Royal Inniskilling Fusiliers werd onderscheiden met de Distinguished Conduct Medal (DCM).
- de sergeanten C.E. Ball en F. Foster, matroos Arthur Kirkpatrick McLeod en de korporaals E.J. Brown en Harold Scott Lowe ontvingen de Military Medal (MM) waarbij laatstgenoemde deze onderscheiding tweemaal ontving (MM and Bar).

### Minderjarige militairen
- schutter Frederick G. North van de Rifle Brigade en soldaat Harry Molloy van de Royal Irish Fusiliers waren 17 jaar toen ze sneuvelden.

### Aliassen
- soldaat Neptune Griffiths diende onder het alias G. Wilson bij het Hampshire Regiment.
- matroos John Williams diende onder het alias D. Evans bij de Royal Naval Volunteer Reserve.
- soldaat S. Butchers diende onder het alias S. Brown bij het Machine Gun Corps (Infantry).